# Victim of Changes
«Victim of Changes» (укр. Жертва змін) — пісня англійського хеві-метал-гурту Judas Priest, що увійшла до їхнього студійного альбому Sad Wings of Destiny. Едріан Беґранд, який писав для PopMatters, стверджував, що ця пісня змінила хід історії металу. Виступ вокаліста Роба Гелфорда вважається одним із найкращих у його кар'єрі. Гітарна робота також була відзначена – Боб Ґендрон похвалив «обвальні рифи» пісні в Chicago Tribune. Пісня стала вважатися однією з класичних для гурту, а Мартін Попофф поставив її на 17 місце у своєму списку «500 найкращих хеві-метал-пісень усіх часів».
Пісня є поєднанням двох пісень двох вокалістів Judas Priest: «Whiskey Woman» засновника гурту Ела Аткінса та гітариста К. К. Даунінґа та «Red Light Lady», яку пізніше написав вокаліст Роб Гелфорд. Концертні версії цієї пісні увійшли до кількох концертних альбомів гурту, таких як Unleashed in the East, '98 Live Meltdown і Live in London.

## Фон
Гурт Judas Priest утворився у 1969 році в Бірмінгемі. Вокаліст і співзасновник гурту Ел Аткінс вибрав назву гурту і долучився до написання більшої частини раннього матеріалу. Однією з таких пісень була «Whiskey Woman», написана у співавторстві з гітаристом К. К. Даунінґом, яка пізніше увійшла до альбому Victim of Changes разом з «Red Light Lady», яку Роб Гелфорд, що замінив Аткінса, приніс зі свого попереднього гурту, Hiroshima. Після приходу Роба Judas Priest часто відкривали концерти з «Red Light Lady». Гурт записав демо-версії «Victim of Changes», а також «The Ripper», «Genocide» і «Tyrant» під час запису свого першого альбому Rocka Rolla, але не випустив ці пісні до свого другого альбому Sad Wings of Destiny.

## Композиція
Пісня відкривається затухаючим подвійним гітарним пасажем, який перетікає в основні рифи пісні. Лінійний патерн слідує до секції стакато в бриджі. Після цього з'являється перше соло основної гітари у виконанні Даунінґа. Бридж-секція закінчується і переходить у більш легку, м'яку секцію, яка незабаром посилюється. Друге соло, зігране Ґленном Тіптоном, приходить під час важкої секції. Пісня повертається до основного рифу і закінчується криками Роба Гелфорда. Текст пісні розповідає про невдалі стосунки через алкоголізм жінки. Пісня написана в тональності мі мінор.

## Прийом і спадок
«Victim of Changes» стала улюбленою піснею фанатів Judas Priest. Коли Гелфорд покинув групу в 1990-х роках, його заміна Тім «Ріппер» Овенс взяв участь у прослуховуванні з «Victim of Changes» і «The Ripper». Пісню записали й інші артисти. Ван Гален грав цю пісню на ранніх клубних виступах гурту. Ел Аткінс, колишній співак Judas Priest і співавтор пісні, записав її для свого однойменного альбому 1998 року.

## Склад
- Роб Гелфорд  — вокал
- К. К. Даунінґ  — гітари
- Ґленн Тіптон  — гітара, бек-вокал
- Іен Гілл  — бас-гітара
- Алан Мур  — ударні